# George Chalmers (anticuario)
George Chalmers (1742 - 31 de mayo de 1825) fue un anticuario y escritor político escocés.

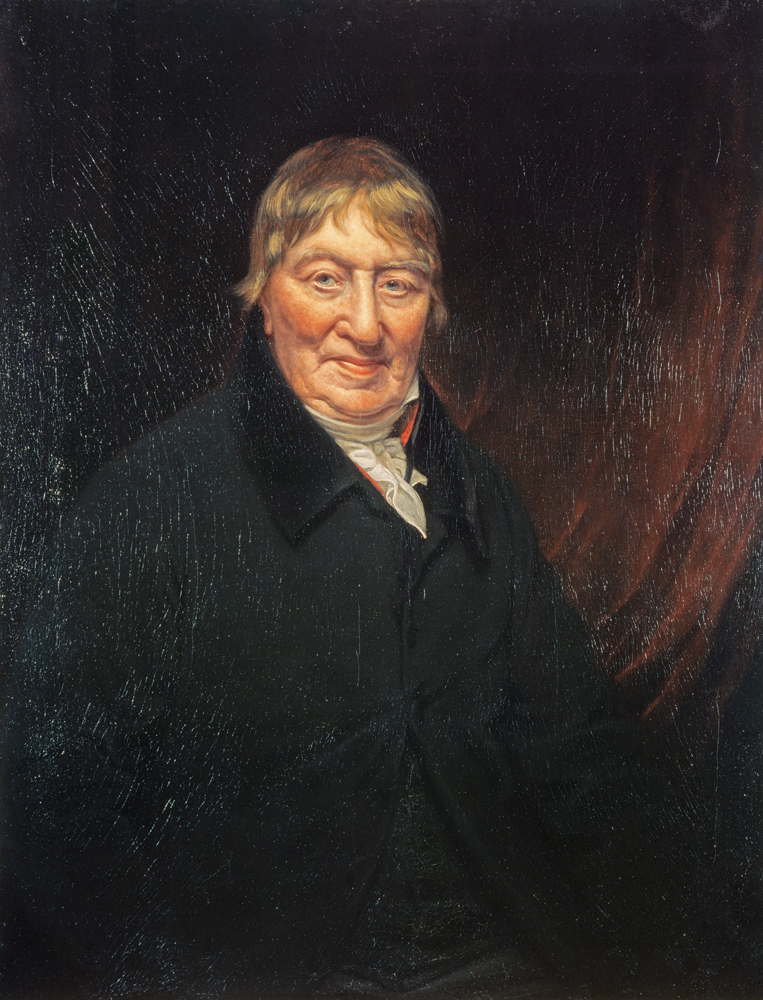
George Chalmers, retrato de 1824 de James Tannock

## Biografía
Chalmers nació en Fochabers, Moray; su padre, James Chalmers, era nieto de George Chalmers de Pittensear en Lhanbryde.  Tras completar un curso en el King's College de Aberdeen, estudió derecho en la Universidad de Edimburgo durante varios años.
Dos tíos por parte de padre se habían establecido en la Norteamérica británica, y Chalmers visitó Maryland en 1763, al parecer para ayudar a recuperar una extensión de tierra sobre la que había surgido una disputa. Comenzó a ejercer como abogado en Baltimore. Sin embargo, como lealista, al estallar la guerra de Independencia de los Estados Unidos, abandonó sus perspectivas profesionales y regresó a Gran Bretaña. Pasaron varios años antes de que encontrara un empleo adecuado.
En agosto de 1786, Chalmers fue nombrado secretario jefe del comité del Consejo Privado para asuntos relacionados con el comercio, tras su restablecimiento. Conservó este puesto durante el resto de su vida. Le dejó tiempo para escribir.
Chalmers fue miembro de la Royal Society y de la Sociedad de Anticuarios de Londres, miembro honorario de la Sociedad de Anticuarios de Escocia y miembro de otras sociedades científicas. Su biblioteca quedó en manos de su sobrino, a cuya muerte, en 1841, fue vendida y dispersada.

## Polémica
Escritor dogmático, Chalmers se vio envuelto en numerosas controversias literarias. Entre sus opositores declarados se encontraban Edmond Malone y George Steevens, los editores de Shakespeare; Thomas James Mathias, el autor de Pursuits of Literature; el Dr. John Jamieson, el lexicógrafo escocés; John Pinkerton, el historiador; David Irving, el biógrafo de los poetas escoceses; y James Currie de Liverpool.

## Obras

### Caledonia
La principal obra de Chalmers fue su Caledonia, que dejó incompleta. El primer volumen apareció en 1807, y es introductorio a los demás. Está dividido en cuatro libros, que tratan sucesivamente de los periodos romano, picto, escocés y escosajón, desde el año 80 hasta el 1306 de nuestra era. Los libros presentan, de forma condensada, una relación de la gente, la lengua y la historia civil y eclesiástica, así como el estado agrícola y comercial de Escocia durante los primeros trece siglos de la Era Común. Los capítulos sobre el período romano se ven empañados por el hecho de que el autor haya aceptado como auténtica la falsificación De Situ Britanniae de Charles Bertram.
El segundo volumen, publicado en 1810, da cuenta de los siete condados del sureste de Escocia -Roxburgh, Berwick, East Lothian ("Haddington"), Edimburgo/Midlothian (todos como "Edimburgo"), West Lothian ("Linlithgow"), Peebles y Selkirk-, cada uno de ellos cubierto por el nombre, la situación y la extensión, los objetos naturales, las antigüedades, el establecimiento como condados, la historia civil, la agricultura, las manufacturas y el comercio, y la historia eclesiástica.
En 1824 apareció el tercer volumen, que ofrece, bajo los mismos títulos, una descripción de los siete condados del suroeste: Dumfries, Kirkcudbright, Wigtown, Ayr, Lanark, Renfrew y Dumbarton. En el prefacio de este volumen, el autor afirma que se han reunido los materiales para la historia de los condados del centro y del norte.

### Primeros trabajos (1776-1786)
Antes de su nombramiento en el Consejo Privado, Chalmers se dedicó a investigar la historia y el establecimiento de las colonias inglesas en América del Norte, basándose en su acceso a los papeles estatales y otros documentos de lo que entonces se denominaba los registros de las plantaciones. Su obra, Political Annals of the present United Colonies from their Settlement to the Peace of 1763, (1780), iba a constar de dos volúmenes, pero el segundo, correspondiente al período comprendido entre 1688 y 1763, nunca apareció. El primer volumen describe el asentamiento original de las diferentes colonias americanas, y los cambios en sus constituciones y formas de gobierno, tal como fueron afectados por la política británica.
A continuación, Chalmers escribió An Estimate of the Comparative Strength of Britain during the Present and Four Preceding Reigns (1782), que pasó por varias ediciones.

### Obras de madurez (1786-1824)
Chalmers escribió esbozos biográficos de Daniel Defoe, Sir John Davies, Allan Ramsay, Sir David Lyndsay, Thomas Churchyard y otros, para ediciones de sus obras. El gobierno británico también pagó a Chalmers 500 libras para que escribiera una biografía hostil de Thomas Paine; la publicó bajo el nombre falso de Francis Oldys, A.M., de la Universidad de Pensilvania. Una vida de Thomas Ruddiman, a quien admiraba, combinaba los elogios al tema con un ataque a la reputación de su contemporáneo James Anderson.
En 1818 Chalmers publicó una vida de María, reina de Escocia, basada en un manuscrito de John Whitaker, pero reescrita. La historia de María ocupó gran parte de su atención, y su último trabajo, A Detection of the Love Letters lately attributed in Hugh Campbell's work to Mary Queen of Scots, es una exposición de un intento de representar como auténticas algunas cartas ficticias que se dice que pasaron entre María y Bothwell. También había preparado para la prensa una historia detallada de la vida y el reinado de David I de Escocia. En sus investigaciones posteriores contó con la ayuda de su sobrino James, hijo de Alexander Chalmers, escritor en Elgin.
En 1797 apareció Apology for the Believers in the Shakespeare Papers (Apología para los creyentes en los papeles de Shakespeare), que se expuso en Norfolk Street, y a la que siguieron otros tratados de Chalmers sobre el mismo tema, relacionados con las falsificaciones de Shakespeare en Irlanda. También participó en la controversia sobre la identidad de Junius, y en The Author of Junius Ascertained, from a Concatenation of Circumstances amounting to Moral Demonstration (1817) afirmó que las cartas de Junius fueron escritas por Hugh Boyd. En 1824 publicó The Poetical Remains of some of the Scottish Kings, ahora recopilada por primera vez; y en el mismo año editó, para el Bannatyne Club, Robene and Makyne and the Testament of Cresseid, de Robert Henryson.
Entre los escritos políticos de Chalmers figuran:
- Collection of Treaties between Great Britain and other Powers (1790);
- Vindicación de los privilegios del pueblo con respecto al derecho constitucional de libre discusión, etc. (1796), publicado de forma anónima;
- A Chronological Account of Commerce and Coinage in Great Britain from the Restoration till 1850 (1810);
- Opiniones de eminentes juristas sobre varios puntos de la jurisprudencia inglesa, principalmente sobre las colonias, la pesca y el comercio de Gran Bretaña (1814);
- Comparative Views of the State of Great Britain before and since the War (1817).

## Obras de Chalmers
- Anales políticos de las actuales Colonias Unidas: ... (1779)
- Una estimación de la fuerza comparativa de Gran Bretaña durante el presente y los cuatro reinados anteriores (1782)
- La vida de Thomas Ruddiman (1794)
- Apología de los creyentes en los papeles de Shakespeare expuestos en Norfolk Street (1797)
- La vida de María, reina de Escocia, derivada de los documentos de Estado, volumen 1,  volumen 2 (1818)
- Una apología suplementaria para los creyentes en los papeles de Shakspear (1799)
- Caledonia (reedición de 1888-1894): Vols 3-7 (NLS), correspondientes a los libros originales 2 y 3.